# Céret sportif Vallespir
Pour les articles homonymes, voir Céret (homonymie).
Maillots
Actualités
Dernière mise à jour : 19 août 2024.
Le Céret sportif Vallespir est un club français de rugby à XV basé à Céret, dans les Pyrénées-Orientales et fondé en 1915.
Il appartient au comité du Pays catalan.
Il évolue en 2024-2025 en Fédérale 1.
Le stade municipal Louis-Fondecave où se jouent les rencontres du Céret sportif a été inauguré en 1923. Il peut accueillir jusqu’à 3 000 spectateurs.
En 2024, le club change de nom pour devenir Céret sportif Vallespir.

## Histoire

### Les débuts
Le Céret sportif est un club représentant la ville de Céret, fondé en 1915.
Il y a eu plusieurs clubs à Céret avec notamment :
- le COC (Club olympique Céret)
- le RCC (Racing club cérétan)
- l'USC (l'Union sportive cérétane)
- le SCOC (le Sporting club olympique cérétan)
- le CS (Céret sportif)
- le JSC (Jeunesse sportive cérétane)

Le club actuel date de la fusion entre le Céret sportif et l'Union sportive cérétane en février 1941.

### Les débuts du club
Avant la seconde guerre mondiale, le club évolue essentiellement au niveau régional.

#### Champion de France FSGT 1925
Le Racing club cérétan est champion de France Championnat de France FSGT en 1925 après une victoire sur l'équipe de la Générale en finale à Paris par 3 à 0.

#### Champion de France de troisième série 1931
Le Club olympique de Céret est champion de France de 3e série après une victoire  6 à 5 sur l’AS Bourse de Paris en finale.
Céret monte ensuite en deuxième division en 1939 après avoir battu le FC Saint-Claude en match de barrage.
À la reprise en 1943, Céret ne dispute pas le championnat de France disputé uniquement par les 95 clubs de première division et doit se contenter de la Coupe de France.
Il reprend sa place en deuxième division en 1947.

### Les années de gloires du Céret Sportif 1950-1958

#### Échec en poule de barrage en 1950
En 1950, Céret atteint les barrages d'accès à la première division.
Devancé par l'Aviron bayonnais et Montélimar, il reste en deuxième division.

#### Montée en première division en 1951
Le Céret sportif fait partie des 16 clubs promus à l’issue du championnat de France de 2e division 1951 et joue en première division deux années consécutives en 1951-1952 où il réussit notamment le match nul à Perpignan futur vice-champion de France et en 1952-1953.
Classé dernier de sa poule, il se voit relégué la saison suivante dans une poule de brassage qui permet toutefois aux deux premiers de participer au Championnat de France de première division 1954.
Devancé par Albi et le TOEC, Céret descend en deuxième division.

#### Descente puis remontée en première division en 1956
Après 2 années en deuxième division, Céret remonte pour un an en 1955-1956.

#### Retour en deuxième division
Descendu en 2e division en 1956-57, il hérite d’une poule difficile avec Valence, SA Lyon, Quillan, Perpignan, Villefranche-sur-Saône, l’AS Mâcon et le CS Bourgoin-Jallieu.
Céret reste en 2e division en 1957-58 avec pour adversaire Valence, SA Lyon, RC Châteaurenard, CS Bourgoin-Jallieu, Côte vermeille, Perpignan et Villelongue.
Le club finira par descendre en 3e division en 1963-1964.

### Remontée et maintien en2edivision

#### Vice-champion de France de troisième division 1967
En 1966-67, le nouveau président Edward Thieux réalise un recrutement ambitieux et le club remontera en 2e division.
Sous l'impulsion de son capitaine Pierre Guardiole, le club dispute même la finale de son championnat contre l'Union Athlétique Vicoise (Vic-Fezensac) au Stade Pierre Balussou de Pamiers.
Auparavant, Céret avait battu le stade montpelliérain en demi-finale. Au début de l'année suivante, les dirigeants mettent en place une école de rugby qui remporte de nombreux trophées au niveau régional.

#### Céret en deuxième et en troisième division
Pour son retour en 2e division en 1967-68, Céret joue contre le RRC Nice de l’ancien international Henri Romero un match plus que tendu.
Céret avec les Daniel Azéma, Henri Ceresse, Joan Torrent se maintient en deuxième division.
En 1970-1971, toujours en 2e division, Cérét joue contre Bédarrides, Prades, Montpellier, Sorgues, Salon de Provence, Pézenas et Nice.
Le club se maintient sans pour autant se qualifier.
En 1971-1972, Céret joue contre Saint-Girons, Nice, Foix, Thuir, Pézenas, Prades et Argelès.
C’est un nouveau maintien de justesse et l’ouvreur Michel Torrent part pour Romans, club de première division.
En 1972-1973, Argelès, Bédarrides, Cavaillon, Chateaurenard, Foix, Pamiers, Pézenas, Rieumes, Saverdun et Sorgues sont les adversaires du club catalan qui ne fait pas mieux que la saison précédente.
En 1973-1974, Céret est relégué en 3e division.
Claude Mantoulan arrive comme entraîneur et avec des joueurs de qualité comme l'ouvreur Michel Torrent, le club remonte pour la saison 1975-1976 et redescend en troisième division en 1979 où il restera 10 saisons.

### De nouvelles ambitions dans les années 1990 et 2000

#### Champion de France de2edivision 1993
Remontée en deuxième division en 1989-1990, le Céret sportif remporte le titre de champion de France de 2e division après avoir battu l'US Vinay du centre catalan Franck Azéma 28-22 en demi puis l'Union Sigean-Port-la-Nouvelle en finale sur le score de 18-15 sur le stade Gilbert-Brutus de Perpignan devant plus de 6 000 spectateurs.
- L'équipe :
  - 1-2-3 : Jean Balastegui, George Barry, Jérôme Sanchez, André Munoz, Paul Martin, José Sanchez.
  - 4-5 : Pierre Roux, Bruno Piquemal, Laurent Llense.
  - 6-7-8 : José Beltran, Thierry André, Frédéric Torrent, Pierre Calva,
  - 9-10 : Marc Raynaud, Jean-Michel Vignau, Eric Saqué
  - 12-13 : Pascal Vidalou Eric Busquets, Frédéric Géronne
  - 11-14 : Serge Marty, Stéphane Colomines, Patrick Torres, Philippe Péjoan, Jean-Paul Villalongue
  - 15 : Pierre-Jean Deman

#### Montée en groupe B1 en 1995
Céret enchaîne ensuite une nouvelle promotion en groupe B1 en 1994-95 où il affronte Béziers, recordman du nombre de Brennus à l’époque.
Béziers s’imposera de peu à Fondecave 24-18 avant d’être promu en groupe A2.

#### Relégation en deuxième division en 1997
Redescendu en 2e division en 1997, Céret remontera immédiatement, avec un second titre à la clé.

#### Champion de France de Fédérale 2 1998
Le 7 juin 1998, le Céret sportif remporte le titre de champion de France de Championnat de France de Fédérale 2 en battant l'équipe du CA Sarlat (Dordogne (département) sur le score de 20-14 sur le stade Ernest-Argelès de Blagnac.
- L'équipe :
  - 1-2-3 : Jean Balastegui, Jérôme Sanchez, Bruno Parra, David Marti, David Bardes, Christophe Coste
  - 4-5 : Bruno Piquemal, Christophe Esteve, Emmanuel Torrent
  - 6-7-8 : Thierry André, Olivier Busqets, Laurent Pous, Jean-Luc Combette, Olivier Tourre
  - 9-10 : Marc Raynaud, Tony Cortes, Gérard Sanchis
  - 12-13 : Eric Busquets, Ludovic Cortes, Pierre-Jean Deman
  - 11-14 : David Llorente, Didier Enrique, André Capdeville
  - 15 : Louis Clotet, Philippe Caritg

### Années 2000 à 2010

#### 9 saisons consécutives en Fédérale 1 (1999-2007)
C’est le retour en Fédérale 1 pour 10 ans jusqu’à la saison 2006-07.
C’est à Céret que Franck Azéma fait ses débuts comme entraîneur après y avoir terminé sa carrière de joueur.

#### Retour en Fédérale 2
Céret jouera ensuite 10 ans en Fédérale 2.

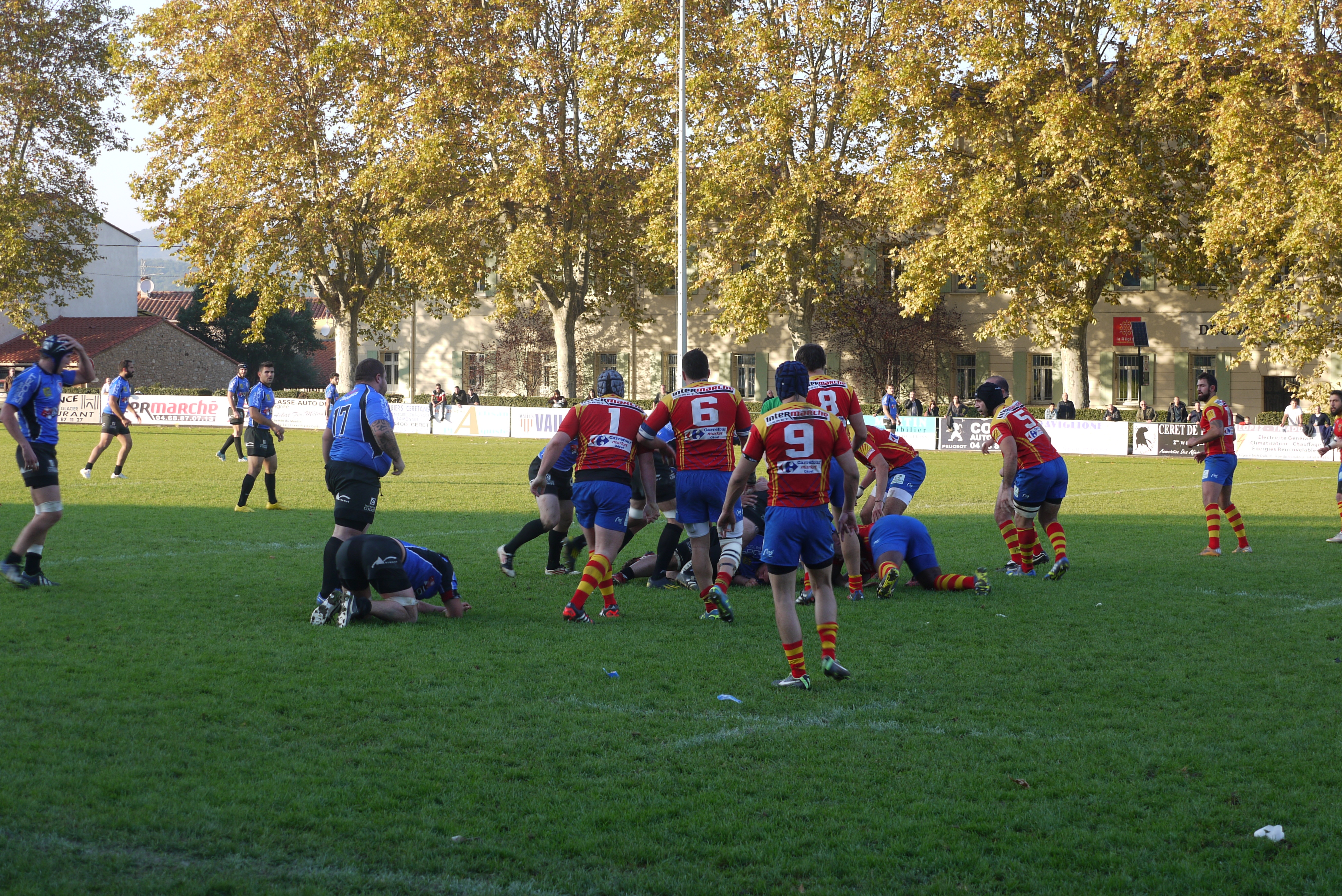
Le Céret sportif lors de la réception du SC Mazamet en 2015

### Années 2010 à 2020

#### Promotion en Fédérale 1 en 2017
L'ancien professionnel Nicolas Barthomeuf signe au club en 2015 et Céret progresse dans la hiérarchie nationale.
Au terme de la saison 2016-2017, en atteignant les quarts de finale de Fédérale 2, le club gagne sa place en Fédérale 1 pour la saison suivante.
Céret évolue aujourd'hui en Fédérale 1. Il dispute alors un barrage de maintien en 2022 pour jouer dans la nouvelle Nationale 2 (quatrième niveau hiérarchique du rugby français) mais perd alors contre le Stade métropolitain.
Le 27 juin 2024, le club change de nom pour devenir Céret sportif Vallespir, en référence au Vallespir, vallée et région dans laquelle se situe Céret.

## Identité visuelle

### Logo

Évolution du logo
Ancien logo.
Logo actuel.

## Palmarès

### Détail du palmarès
| Compétitions nationales |
| --- |
| Championnat de France FSGT - Champion (1) : 1925 Championnat de France de 3e série - Champion (1) : 1931 Championnat de France de 2e division - Champion (1) : 1993 Championnat de France de Fédérale 2 - Champion (1) : 1998 |
| Équipes de jeunes |
| Tournoi UFOLEP Cadets B - Champion (1) : 1993 |

### Finales disputées
| Compétition                          | Date de la finale | Vainqueur           | Score   | Finaliste                     | Stade                         | Spectateurs |
| ------------------------------------ | ----------------- | ------------------- | ------- | ----------------------------- | ----------------------------- | ----------- |
| Championnat de France FSGT           | 1925              | Racing club cérétan | 3– 0    | La Générale                   | -                             | -           |
| Championnat de France de 3e série    | 26/04/1931        | CO Céretan          | 6– 5    | AS Bourse de Paris            | Stade Léo-Lagrange, Guéret    |             |
| Championnat de France de 3e division | 21/05/1967        | UA Vic              | 9– 5    | Céret sportif                 | Stade Pierre-Balusso, Pamiers | -           |
| Championnat de France de 2e division | 13/06/1993        | Céret sportif       | 18 – 15 | Union Sigean-Port-la-Nouvelle | Stade Aimé-Giral, Perpignan   | -           |
| Championnat de France de Fédérale 2  | 06/07/1998        | Céret sportif       | 20 – 14 | CA Sarlat                     | Stade Ernest-Argelès, Blagnac | 3500        |

| Compétition     | Date de la finale | Vainqueur     | Score  | Finaliste | Stade | Spectateurs |
| --------------- | ----------------- | ------------- | ------ | --------- | ----- | ----------- |
| UFOLEP Cadets B | 06/06/1993        | Céret sportif | 25 - 3 | Issoire   | -     | -           |

## Personnalités du club

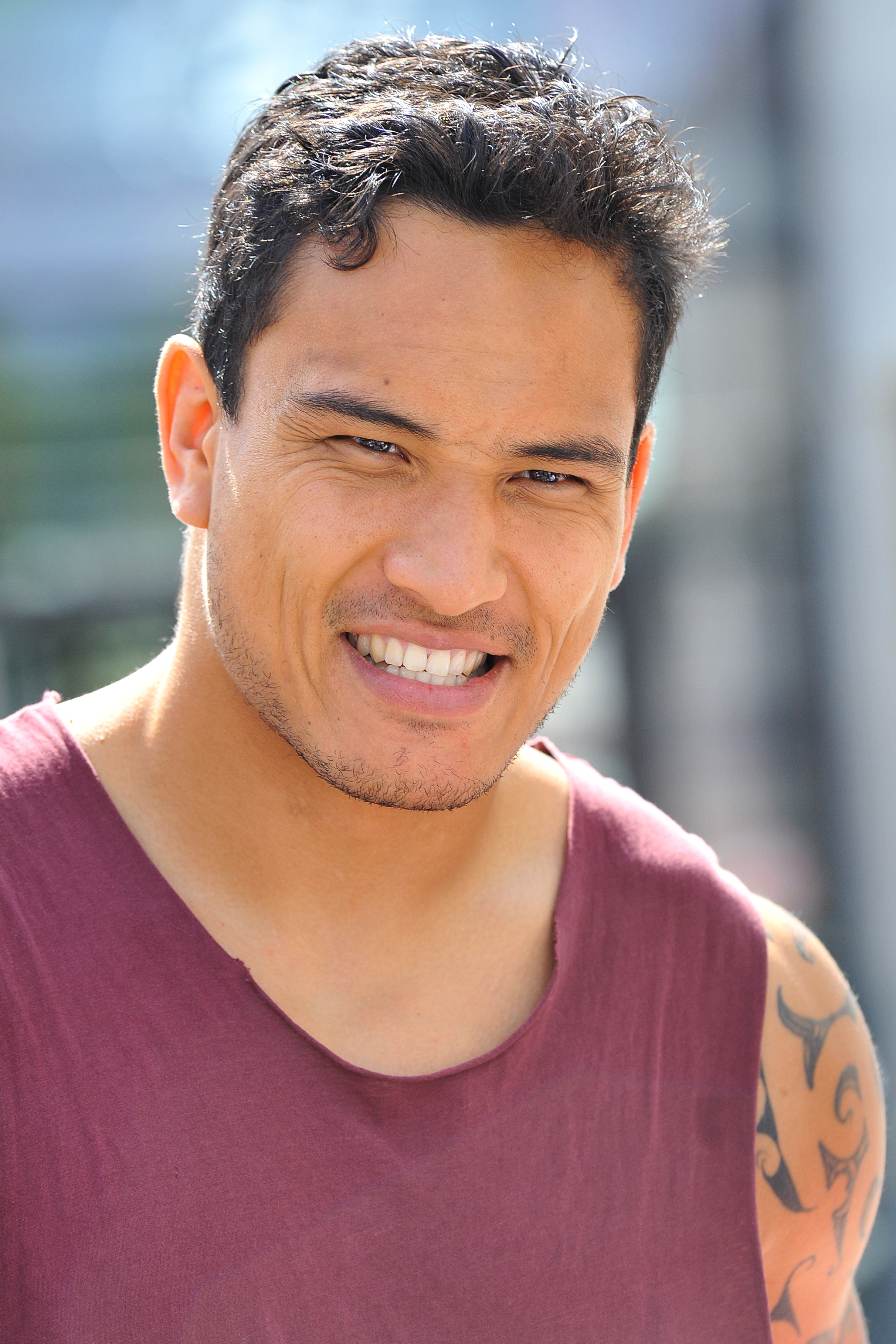
Hosea Gear
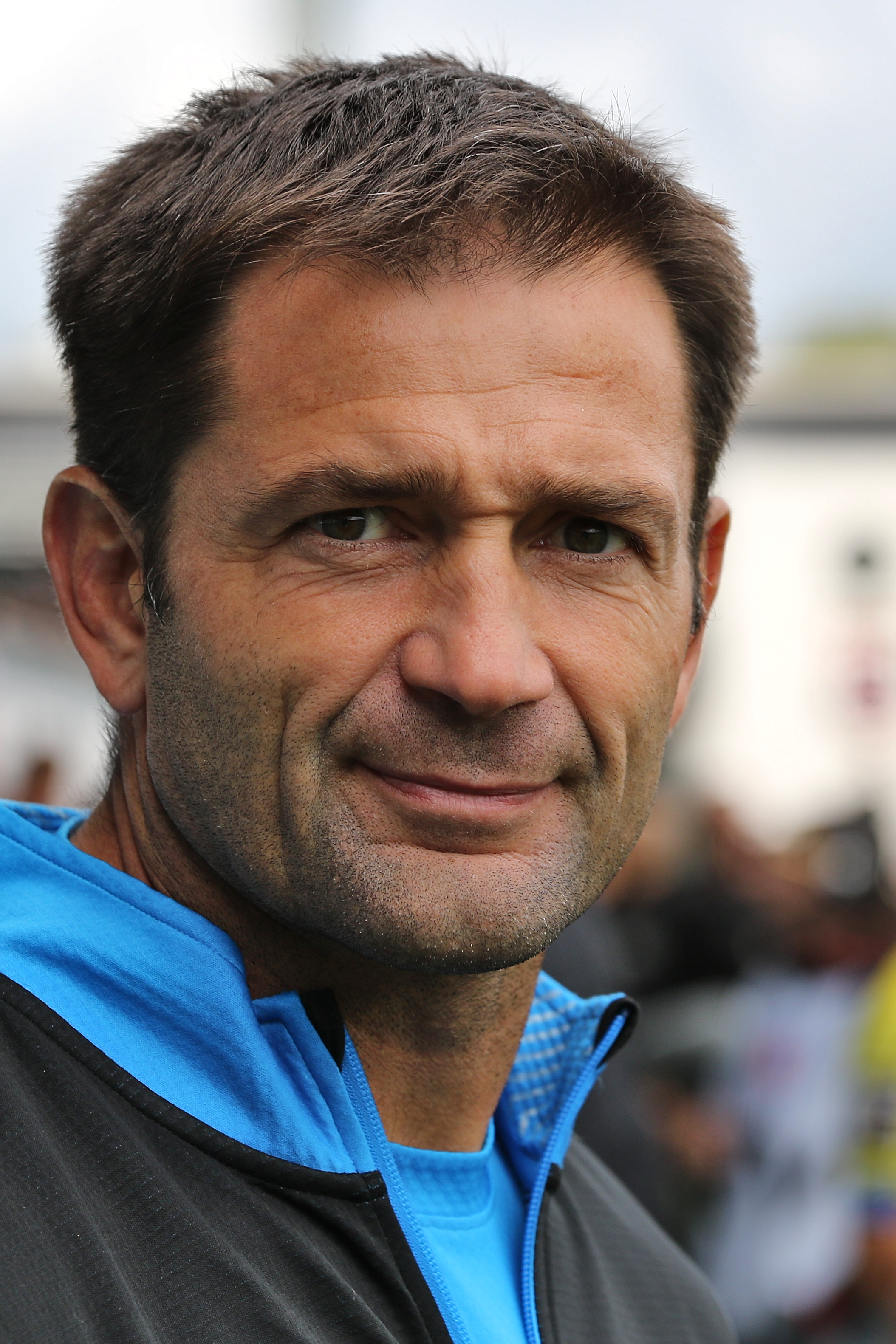
Franck Azéma
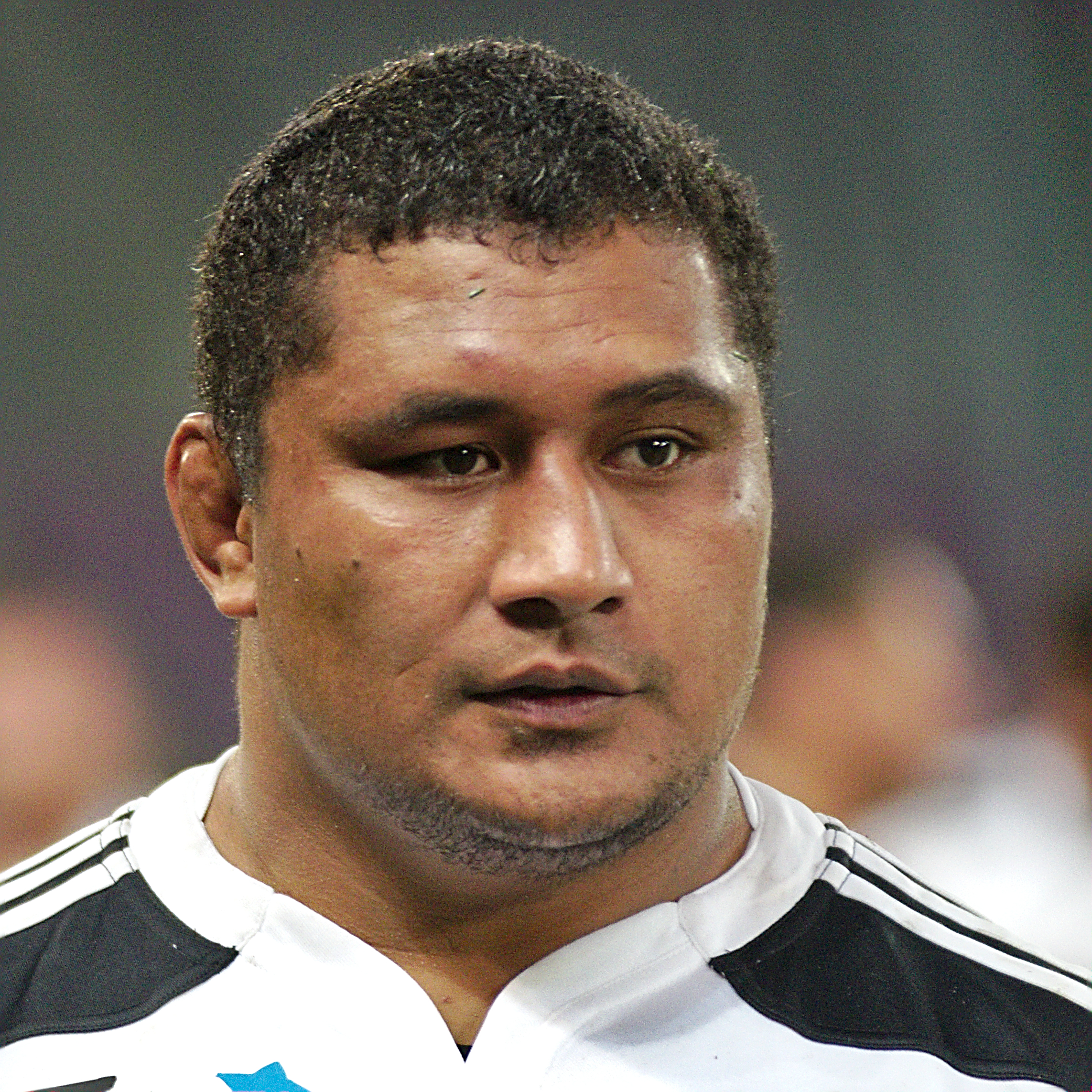
Sakaria Taulafo
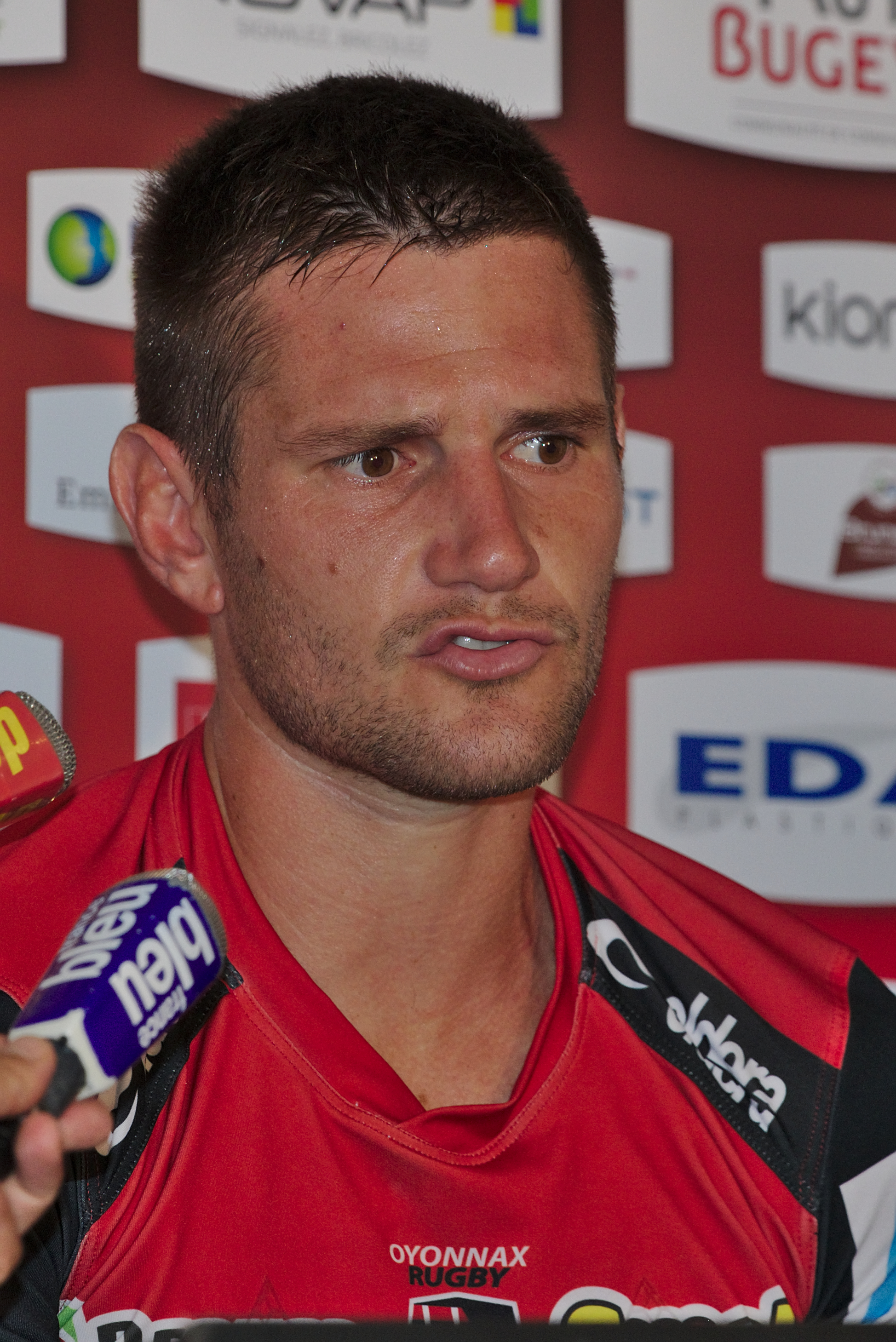
Florian Denos
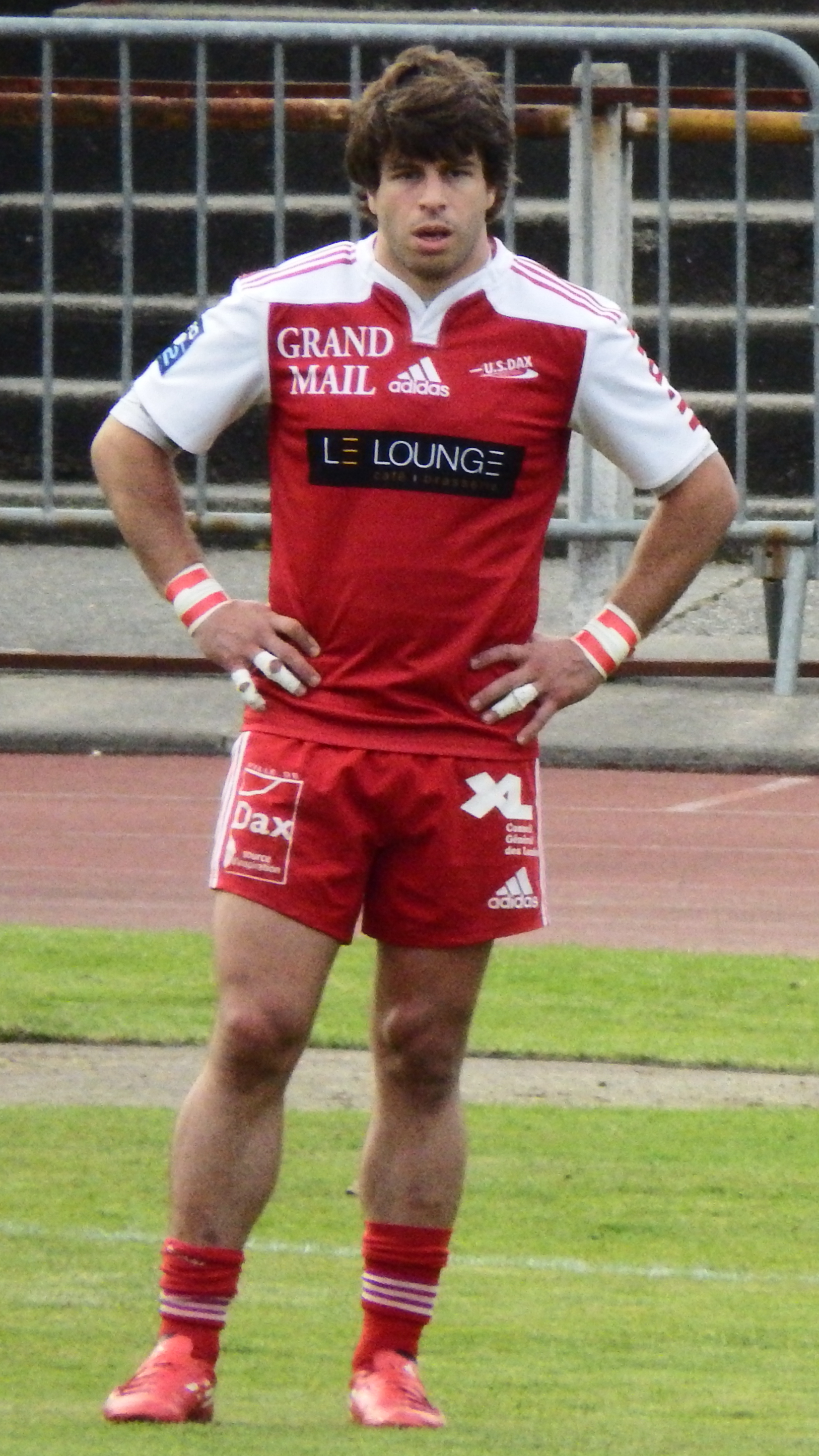
Matthieu Bourret

### Joueurs notables
- Noël Brazès (1934-1935)
- Michel Torrent (1967-)
- Franck Azéma (2002-2003)
- Cédric Coll (-2004)
- Sadek Deghmache (2004-2015)
- George Oprisor (2005-2006)
- Guillaume Vilaceca (2005-2007)
- Thomas Aniès (2009-2018)
- Thomas Bouquié (2011-2018)
- Gilles Arnaudiès (2014-2015)
- Matthieu Bourret (2016-2018)
- Facundo Pomponio (2018-2019)
- Florian Denos (2018-2019)
- Sakaria Taulafo (2018-2019)
- Sacré Cœur Bymenimana (2018-)
- Damien Gateau (2018-)

### Entraîneurs
- 1990-1992 :  Gérad Colomines et  Michel Torrent
- 1992-1995 :  Daniel Azéma et  Claude Fontana
- 1995-1997 :  Pierre Poux et  Jean-Michel Vignau
- 1998-1999 :  Gérard Colomines
- 1999-2000 :  Gérard Colomines et  Louis Clotet
- 2000-2001 :  Alain Macabiau et  Yves Garrigues
- 2001-2003 :  Gérard Colomines et  Alain Calls
- 2003-2004 :  Franck Azéma et  Jérôme Paradal
- 2004-2005 :  Marc Raynaud (arrières) et  Jérôme Sanchez (avants)
- 2005-2007 :  Marc Raynaud (arrières) et  Jérôme Sanchez (avants) et  Renaud Peillard
- 2007-2008 :  Hervé Laporte (arrières) et  Edmond Champagnac (avants)
- 2008-2009 :  Alain Teixidor et  Edmond Champagnac
- 2009-2012 :  Henri Selva et  Philippe Caritg
- 2012-2013 :  Henri Selva et  Marcel Alouges
- 2013-2017 :  Laurent Pous (avants) et  Guy Dunyach (arrières)
- 2017-2018 :  Nicolas Grelon (manager et avants) et  Christian Bramon (arrières)
- 2018-2019 :  Nicolas Grelon (manager et avants) et  Hosea Gear (arrières)
- 2019-2020 :  Michel Konieck (avants) et  Jean-Philippe Grandclaude (arrières)
- 2020- :  Michel Konieck (avants) et  Florent Roigt (arrières)

### Présidents
- 1954-1955 :  Michel Sageloli[13]
- 1957-1958 :  André Bonnes
- 1962-1965 :  Joseph Dunyach
- 1965-1966 :  Robert Faja
- 1966-1971 :  Edward Thieux
- 1971-1974 :  Joseph Dunyach
- 1974-1975 :  René Mathieu
- 1975-1978 :  Nonito Triado et  Charles Haiech
- 1978-1979 :  Gilbert Llauberes
- 1979-1980 :  Joseph Dunyach,  René Puig et  Georges Marty
- 1980-1983 :  Salvador Rodriguez et  René Puig
- 1983-1989 :  Michel Planas
- 1989-1991 :  Alain Torrent et  Charles Haiech
- 1991-1992 :  Jean-Louis Albitre
- 1992-1994 :  Jean-Louis Albitre et  Claude Gauze
- 1994-1995 :  Jean-Pierre Piquemal et  Henri-Michel Sageloly
- 1995-1996 :  Jean-Pierre Piquemal
- 1996-1997 :  Georges Moner et  Jean-Marie Capdeville
- 1998-1999 :  Georges Moner
- 1999-2001 :  Jean-Paul Secail
- 2001-2003 :  Jean Causadias et  Gérard Fons
- 2003-2004 :  Antoine Guerrero et  Pierre Marty
- 2004-2005 :  Jean Causadias,  Georges Colomer et  Gérard Fons
- 2005-2006 :  Lionel Arnaudies et  Éric Fouga
- 2006-2008 :  Lionel Arnaudies
- 2008-2009 :  Lionel Arnaudies et  Francis Martin
- 2009-2010 :  Thierry Fort
- 2010-2014 :  Bernard Lacaille et  Yves Maurel
- 2014-2018 :  Lionel Arnaudies et  Jean Parayre
- 2018-2019 :  Remy Puigsegur
- 2019- :  Cathy Calvet

## Infrastructures

### Stade Louis-Fondecave

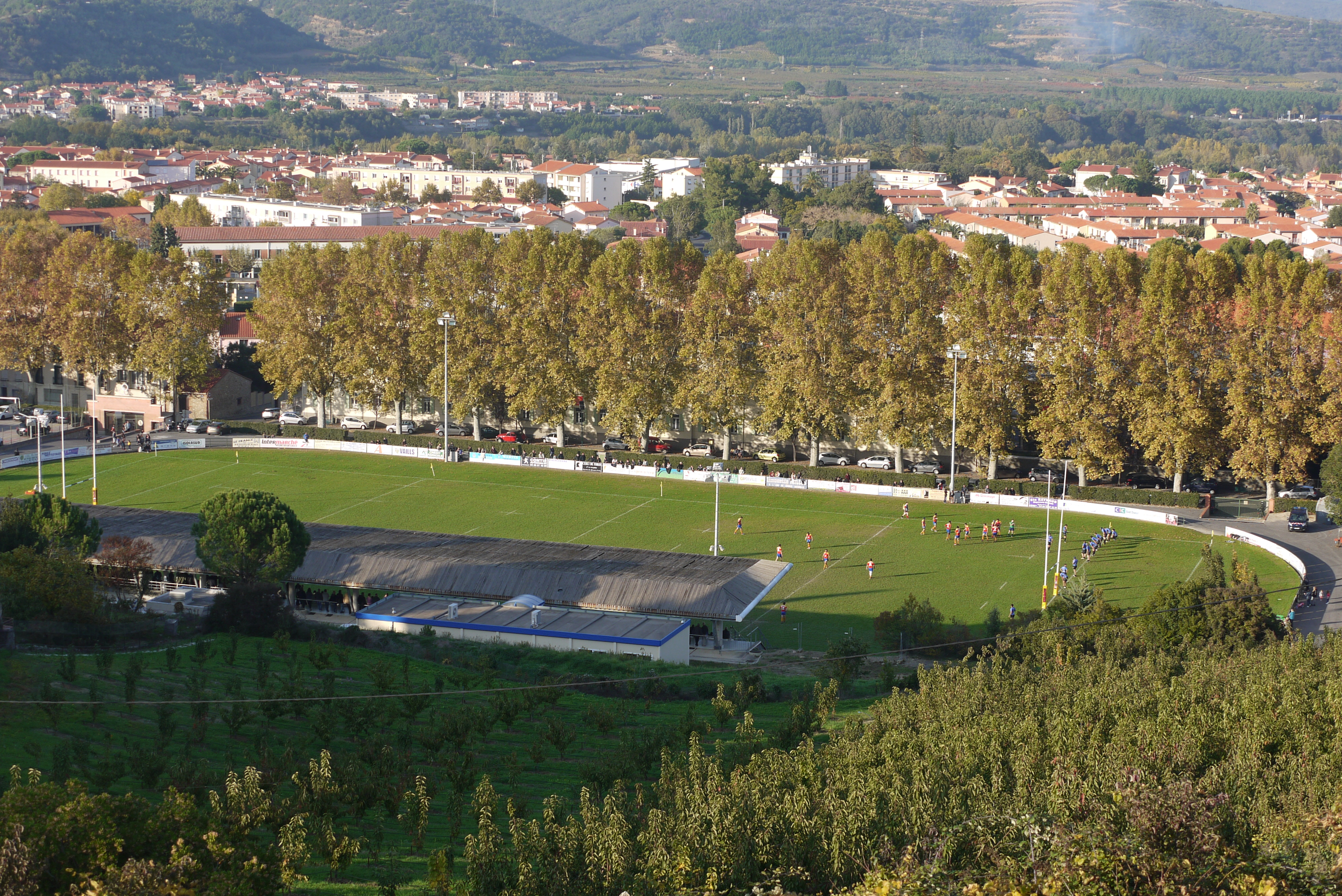
Le stade Louis-Fondecave.

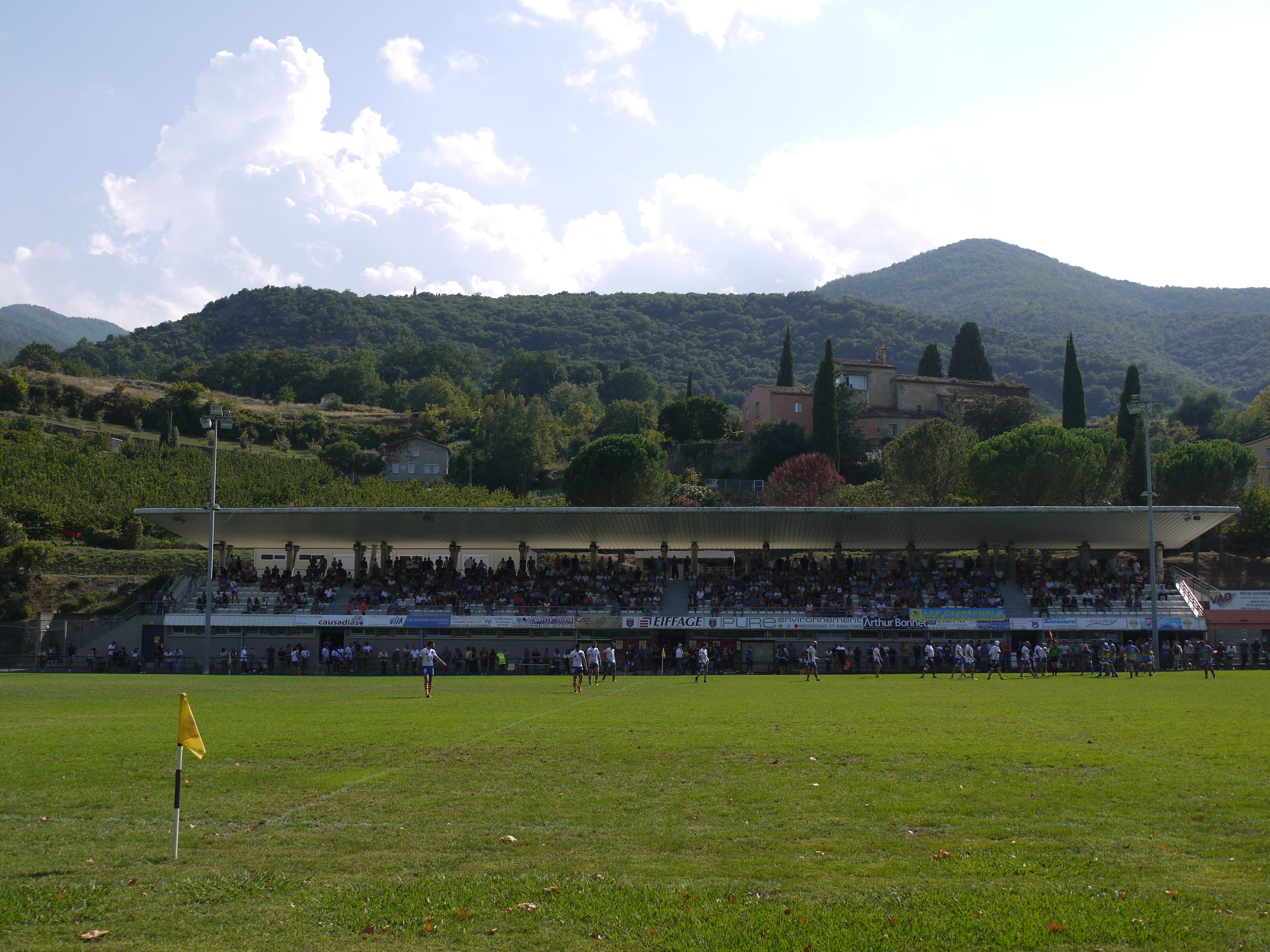
La tribune du stade.

Le stade Louis-Fondecave est situé Avenue d'Espagne, en face du lycée Déodat de Séverac. Il est fermé début septembre 2021 pour travaux de remise en conformité des tribunes puis rouvert au public en octobre suivant, une fois les toits des tribunes ayant été démontés.

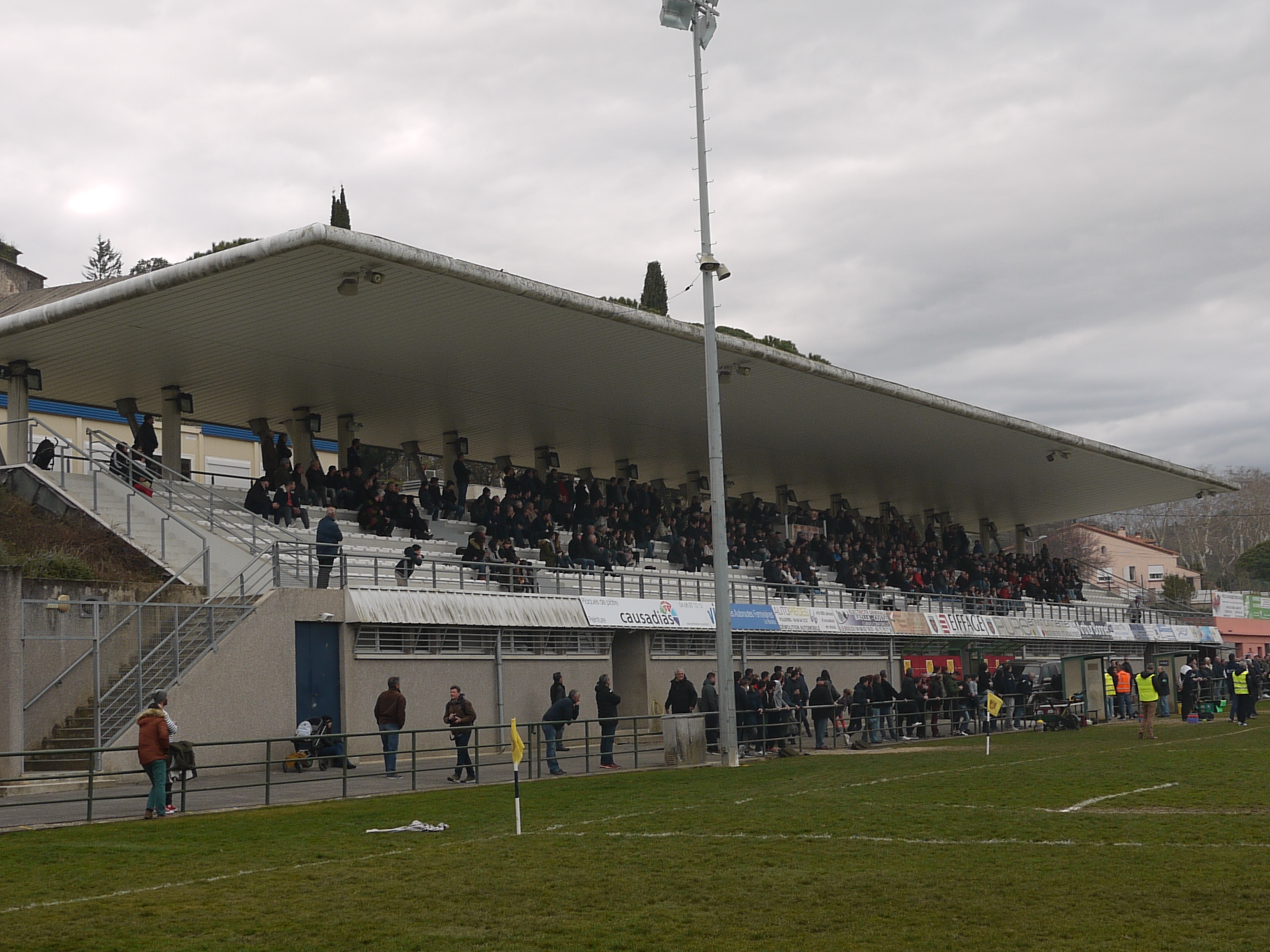
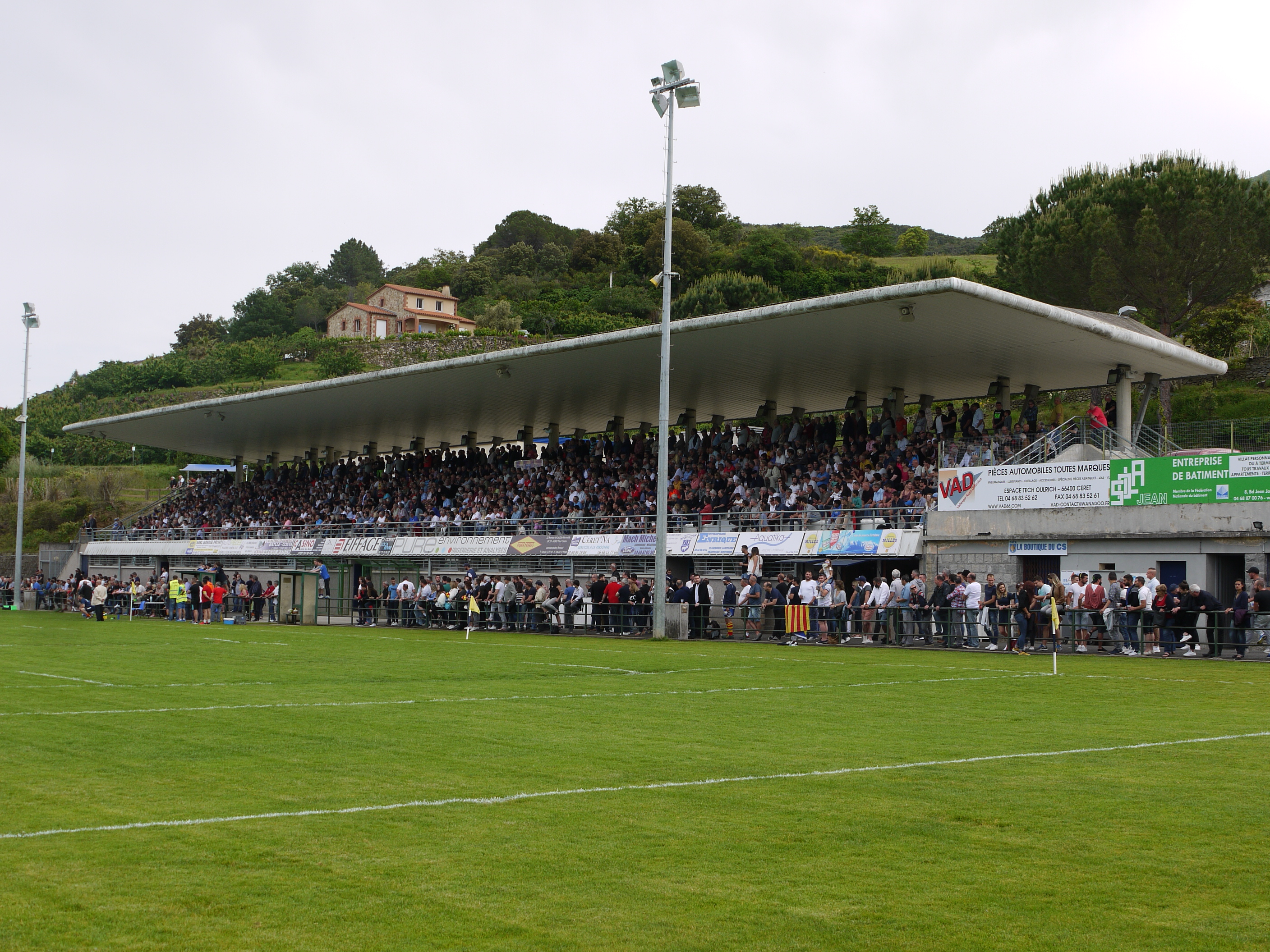
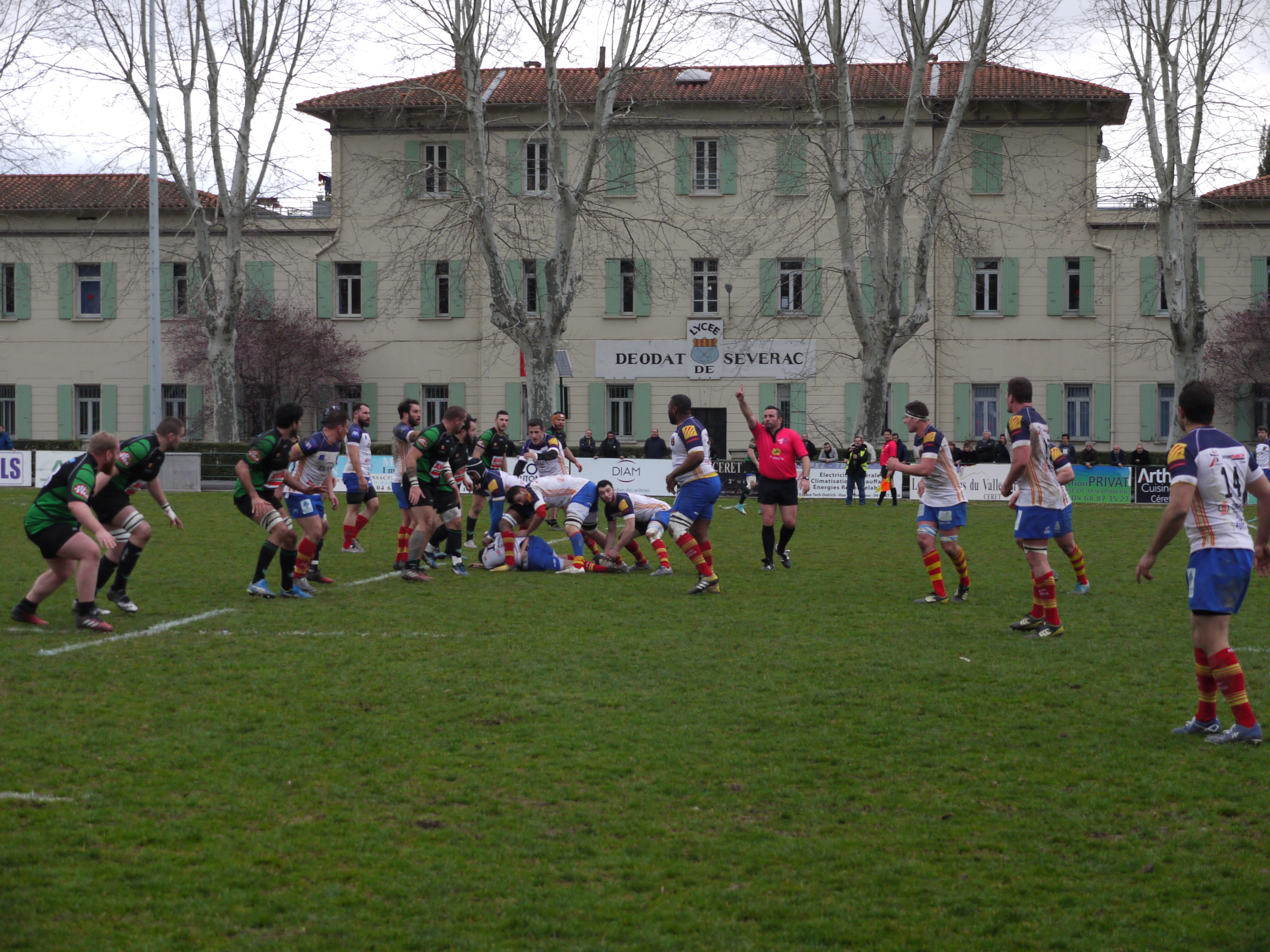
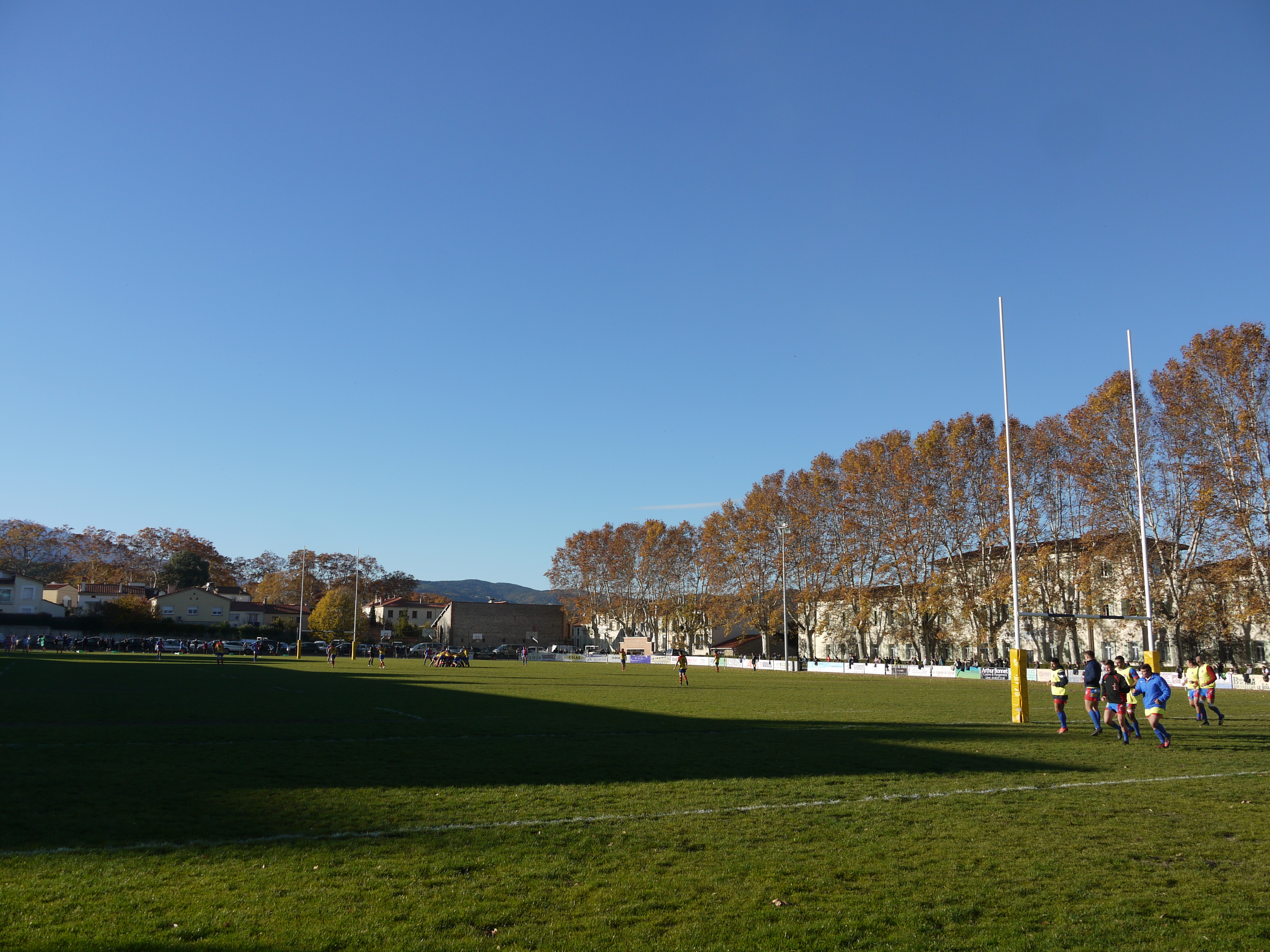

## Galerie de photos

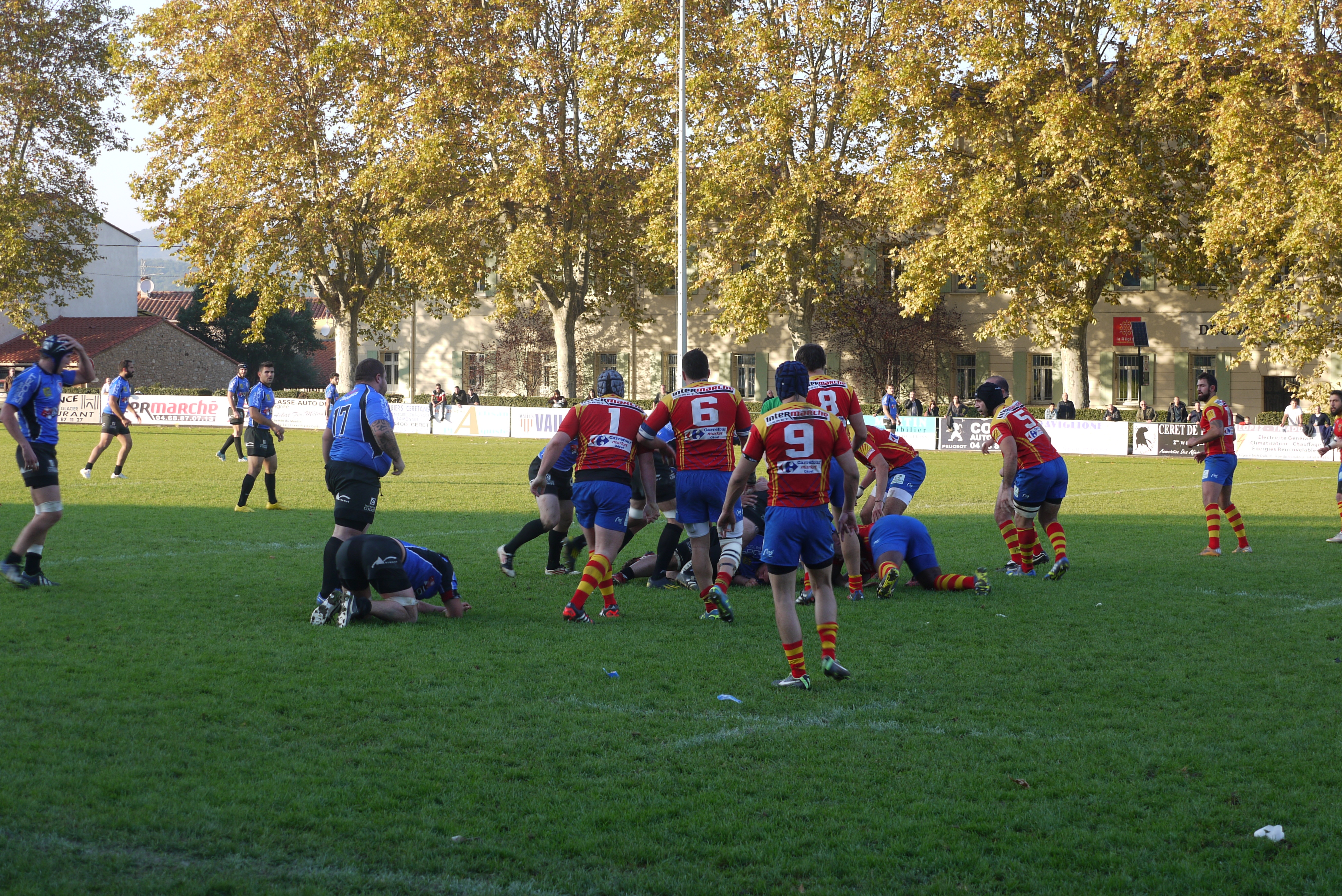
Le Céret sportif contre le SC Mazamet au stade Louis-Fondecave de Céret.
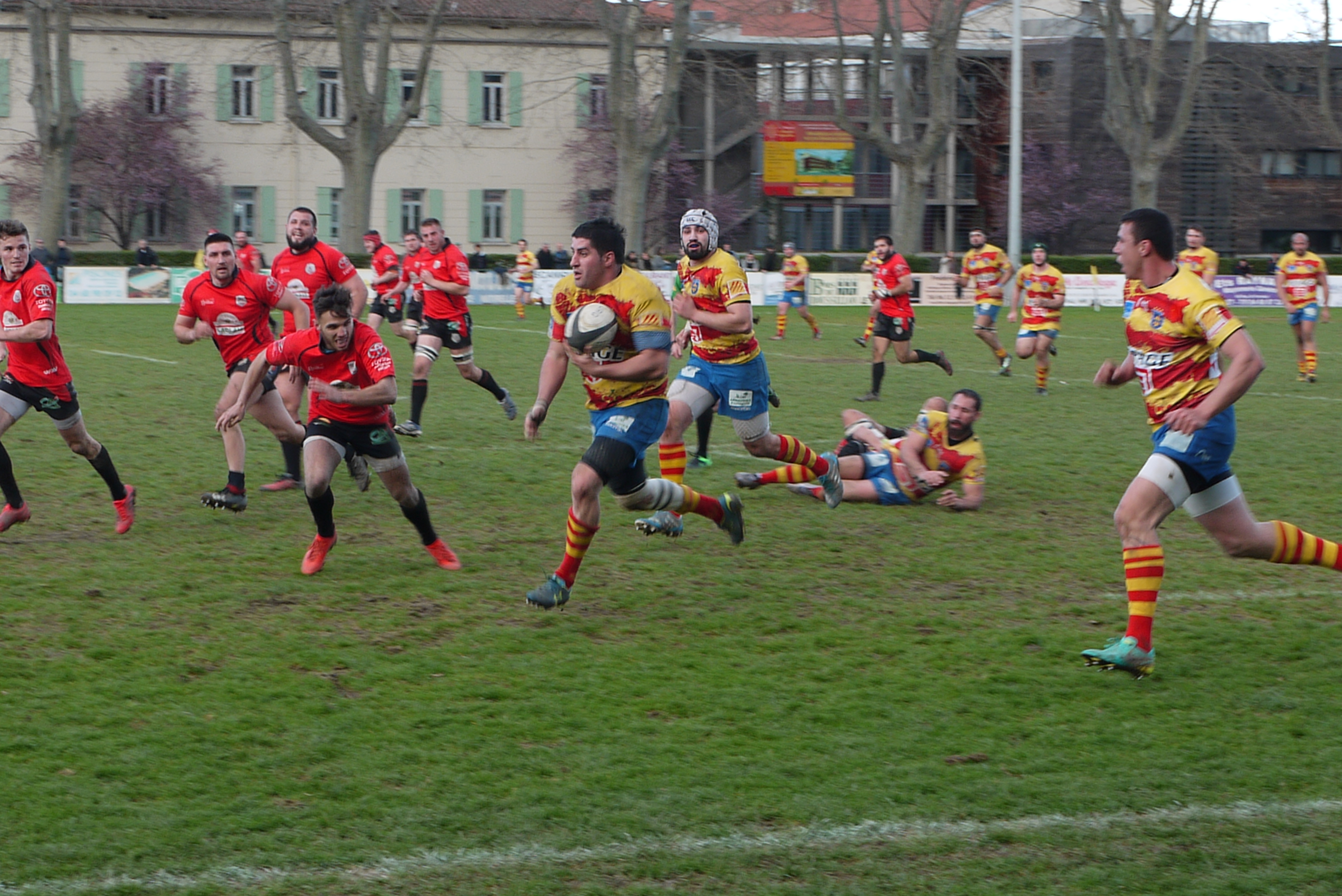
Contre l'Union athlétique gaillacoise en 2017.
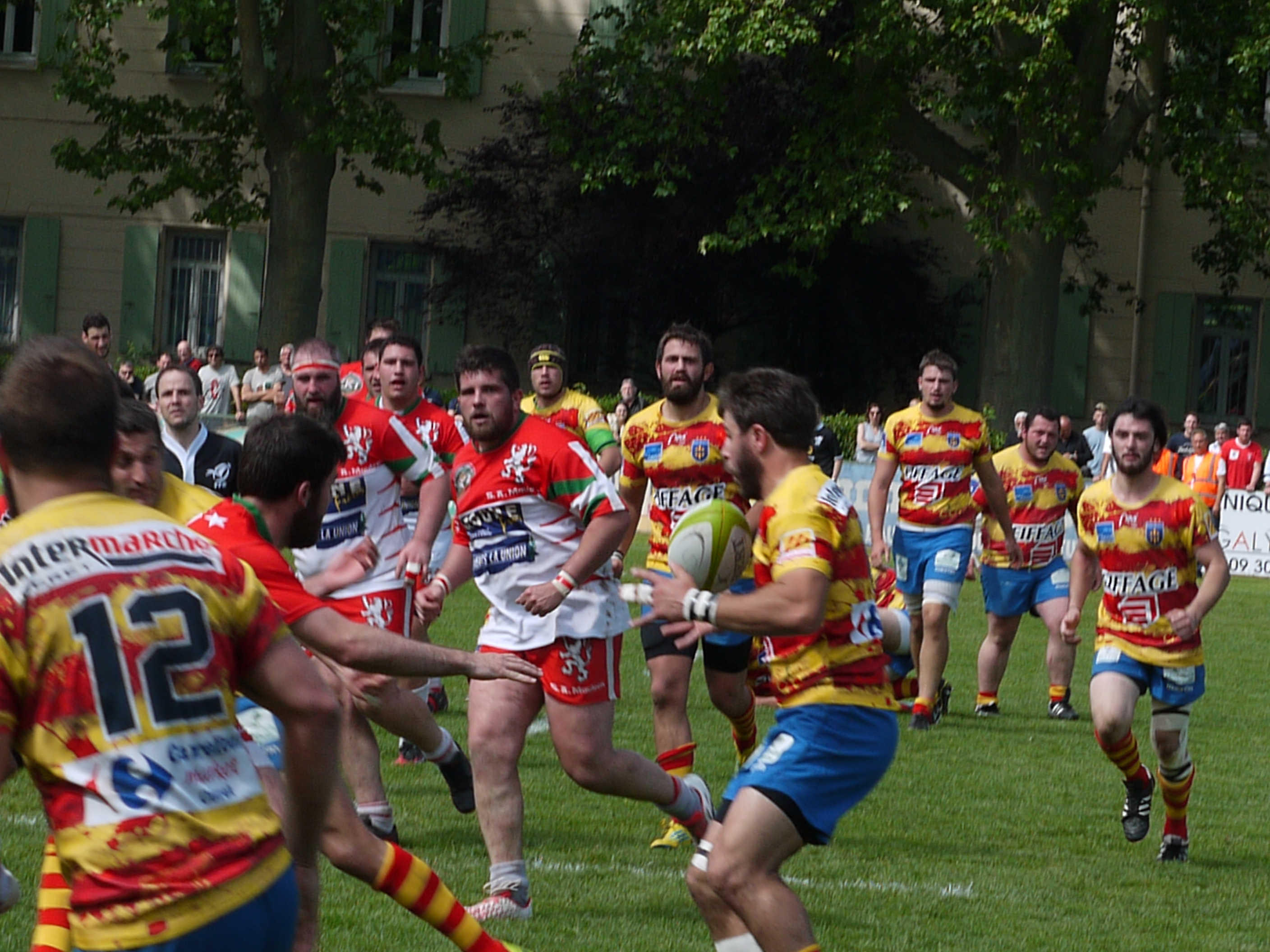
Contre le SA Mauléon en 2017.
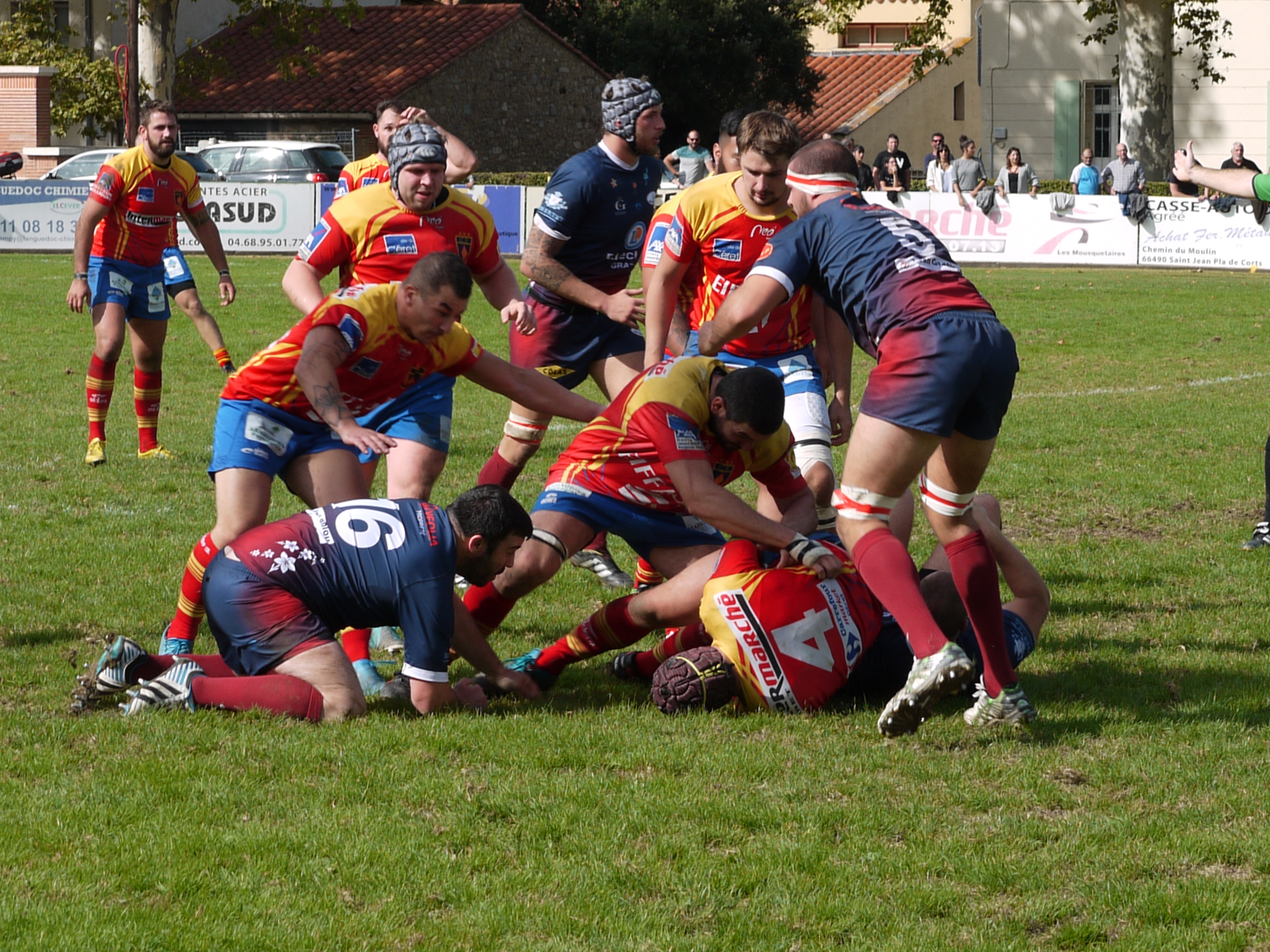
Contre le RO Grasse en 2017.
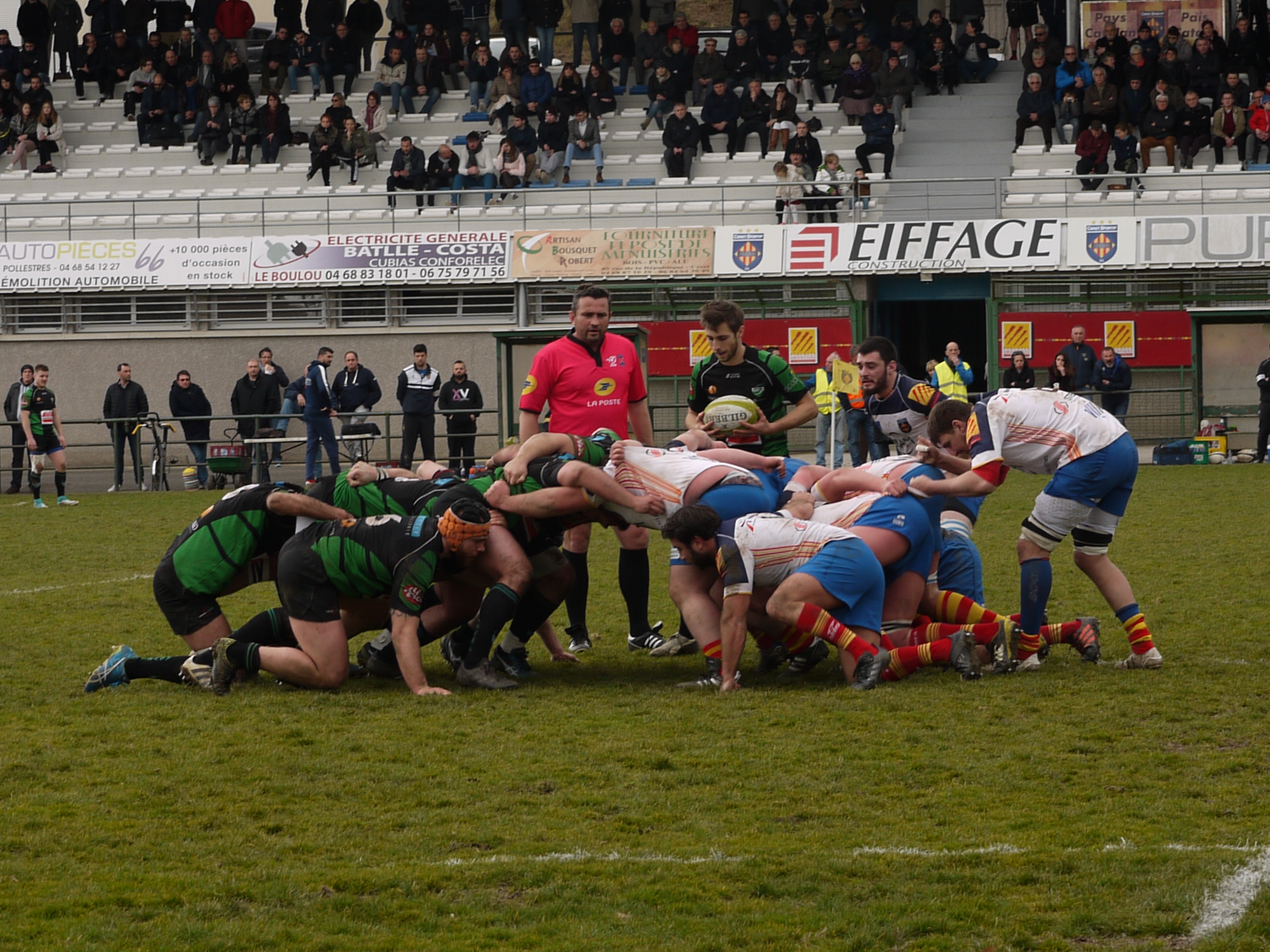
Contre Villeurbanne en 2018.
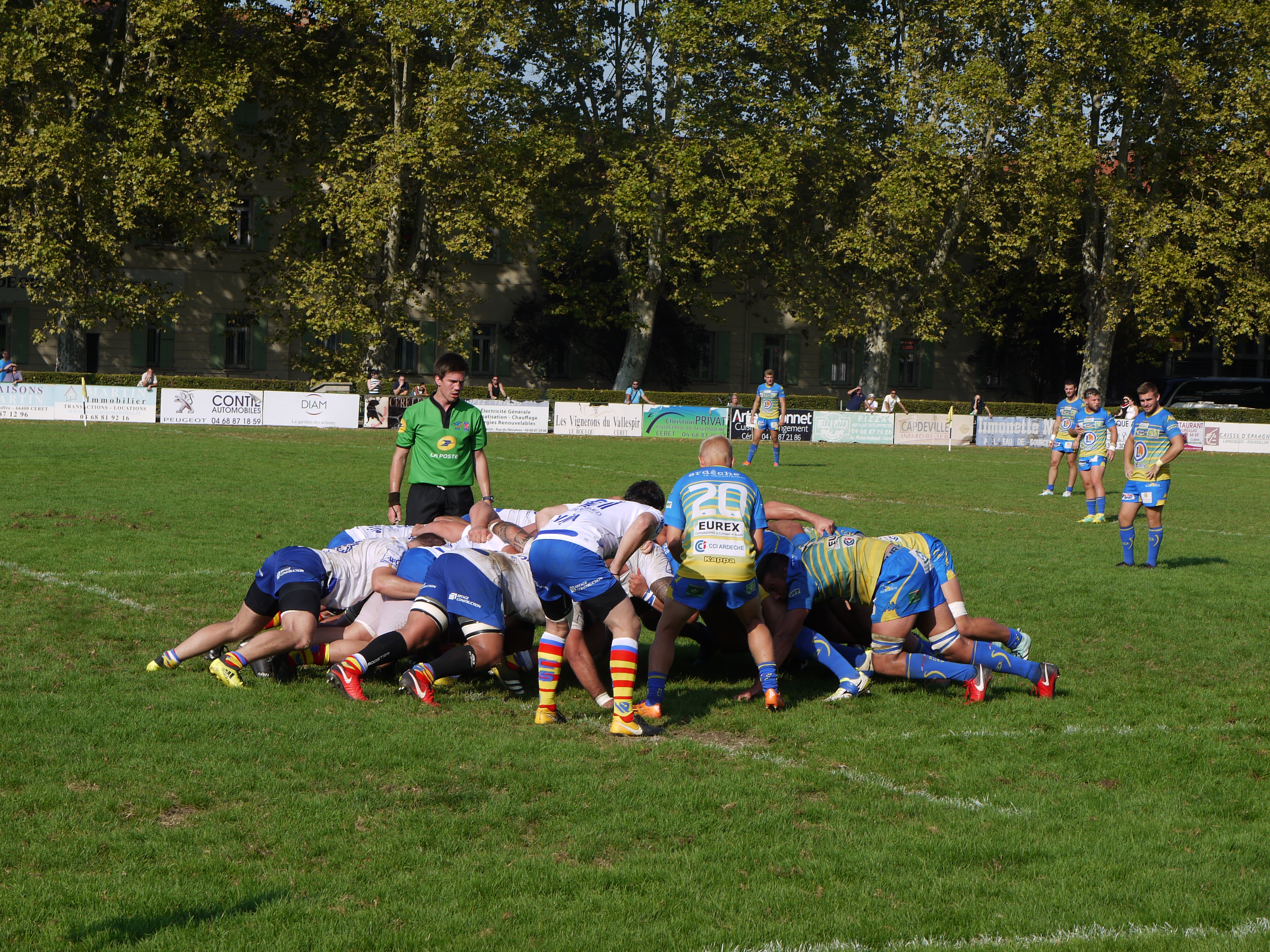
Contre Aubenas Vals en 2018.

## Records de l'équipe
- Plus large victoire : 75-0 pour Céret sportif-Union Sigean-Port-la-Nouvelle (saison 2010-2011 en Fédérale 2)[16].
- Plus large défaite : 65-14 pour Avenir castanéen-Fédérale 2 (saison 2007-2008 en Fédérale 2)[16].